# Outlandos d’Amour
Outlandos d’Amour ist das Debütalbum von The Police. Es erschien im November 1978 bei A&M Records. Das Album erreichte Platz sechs der Charts in Großbritannien, in den USA Platz 23. 1983 konnte es erneut auf Platz 138 in die Billboard 200 einsteigen. Das Magazin Rolling Stone setzte das Album auf Platz 434 seiner 500 besten Alben aller Zeiten.

## Entstehung
Outlandos d’Amour enthielt bereits einige der größten Hits der Band. Dazu gehören So Lonely und Roxanne, zu dem  Sting sich nach einem Konzert von Prostituierten inspirieren ließ, die er nach einem Aufenthalt in einem Rotlichtviertel in Paris, in der Nähe des Hotels gesehen hatte. Die Platte wurde mit einem Budget von 1.500 britischen Pfund aufgenommen, die sich die Band vom Bruder von Stewart Copeland, Miles Copeland III, geborgt hatte. Die Band konnte die Surrey Sound Studios jedoch nur dann nutzen, wenn andere Bands ihre Aufnahmetermine dort nicht wahrnehmen konnten. Die Aufnahmen erstreckten sich so über einen Zeitraum von sechs Monaten. Miles Copeland konnte die volle Summe der Kosten von insgesamt 2.000 Pfund für den Studioaufenthalt erst viel später bezahlen.

## Rezeption
Greg Prato schrieb auf der Webseite Allmusic.com Outlandos d’Amour sei mit Abstand das direkteste Album der Band. Sting sei bereits damals ein erstklassiger Songschreiber gewesen. Die Platte gehöre zu den besten Debütalben, die aus der Punk/New-Wave-Bewegung der 1970er-Jahre hervorgegangen seien. Er vergab viereinhalb von fünf Sternen.

## Titelliste
1. Next to You (Sting) - 2:50
2. So Lonely (Sting) - 4:50
3. Roxanne (Sting) - 3:10
4. Hole in My Life (Sting) - 4:50
5. Peanuts (Sting, Copeland) - 4:00
6. Can’t Stand Losing You (Sting) - 3:00
7. Truth Hits Everybody (Sting) - 2:55
8. Born in the 50s (Sting) - 3:40
9. Be My Girl - Sally (Summers, Sting) - 3:20
10. Masoko Tanga (Sting) - 5:40

## Kommerzieller Erfolg

### Chartplatzierungen
| ChartsChartplatzierungen       | Höchstplatzierung | Wochen |
| ------------------------------ | ----------------- | ------ |
| Vereinigte Staaten (Billboard) | 23 (63 Wo.)       | 63     |
| Vereinigtes Königreich (OCC)   | 6 (96 Wo.)        | 96     |

### Auszeichnungen für Musikverkäufe
| Land/Region                  | Auszeichnungen für Musikverkäufe (Land/Region, Auszeichnung, Verkäufe) | Verkäufe  |
| ---------------------------- | ---------------------------------------------------------------------- | --------- |
| Australien (ARIA)            | Platin                                                                 | 50.000    |
| Deutschland (BVMI)           | Gold                                                                   | 250.000   |
| Frankreich (SNEP)            | Platin                                                                 | 400.000   |
| Kanada (MC)                  | Platin                                                                 | 100.000   |
| Neuseeland (RMNZ)            | Platin                                                                 | 20.000    |
| Niederlande (NVPI)           | Platin                                                                 | 175.000   |
| Vereinigte Staaten (RIAA)    | Platin                                                                 | 1.000.000 |
| Vereinigtes Königreich (BPI) | Platin                                                                 | 300.000   |
| Insgesamt                    | 1× Gold · 7× Platin ·                                                  | 2.295.000 |

Hauptartikel: The Police/Auszeichnungen für Musikverkäufe